# Aphelinus desantisi
Aphelinus desantisi är en stekelart som beskrevs av Hayat 1972. Aphelinus desantisi ingår i släktet Aphelinus och familjen växtlussteklar. Inga underarter finns listade i Catalogue of Life.